# Hans von Reinhard

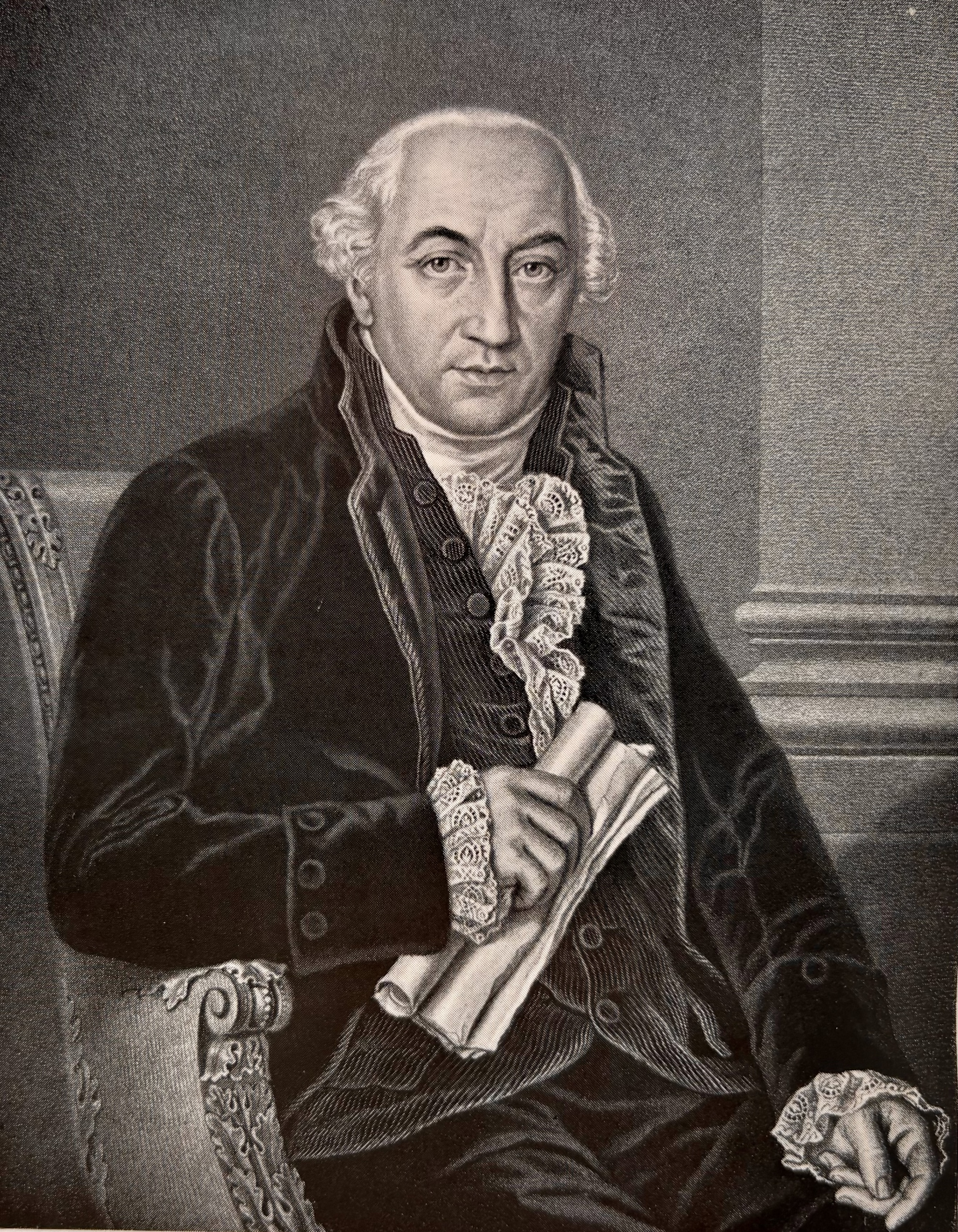
Lithografie eines Porträts von Hans von Reinhard, das Johann Oeri 1804 in Paris malte, als Reinhard an der Kaiserkrönung Napoleons teilnahm

Hans von Reinhard, auch Reinhart (* 20. Februar 1755 in Zürich; † 23. Dezember 1835 in Zürich), war ein Schweizer Politiker.

## Leben
Reinhard stammte aus einem ratsfähigen Geschlecht der Stadt Zürich. Sein Vater war der Offizier in holländischen Diensten Hans Reinhard (1725–1790), dieser ging dann in den Staatsdienst von Zürich und wurde  Mitglied des Stadtgerichts, von 1769 bis 1790 war er Mitglied des Kleinen Rates und Constaffelherr. Dessen Ehefrau Anna Elisabeth Greuther (Grüter) (1730–1780) war seine Mutter.
Reinhard heiratete Martha Henriette Hess (1764–1831), Tochter des Generallieutenant in holländischen Dienste Rudolf Hess (Generallieutenant) (1731–1790). Das Paar hatte eine jung verstorbene Tochter, der Schriftsteller David Hess (1770–1843) war sein Schwager.
Er war Mitglied des engeren («Adels-») Stübli der Gesellschaft zur Constaffel. 1778 bis 1779 amtete er als Landvogt der Landgrafschaft Thurgau und 1795 bis 1798 der Grafschaft Baden. In Zürich bekleidete er verschiedene Ämter. 1799 wurde Hans Reinhard von den französischen Truppen verhaftet und als Geisel nach Basel deportiert. Trotz seiner Flucht aus der Gefangenschaft wurde er nach seiner Rückkehr in Zürich in seinen Ämtern bestätigt und 1801 Regierungsstatthalter des helvetischen Kantons Zürich. Er reiste als Vertreter Zürichs an die Helvetische Consulta in Paris, wo Napoleon Bonaparte der Schweiz die Mediationsverfassung übergab. An der Consulta erwirkte Reinhard die Vergrösserung Zürichs um Dietikon, Hüttikon, Oetwil an der Limmat und Schlieren und unterzeichnete als Ausschussmitglied die Mediationsakte vom 19. Februar 1803.
Im wieder erstandenen Kanton Zürich wurde Hans von Reinhard Mitglied der provisorischen Regierungskommission, des Grossen Rats (1803–1835), des Kleinen Rats 1803–1830, wiederholte Male Bürgermeister (1803–1830) und Staatsrat 1814–1830. 1807 und 1813 war Reinhard Landammann der Schweiz. Als Abgeordneter von Zürich in der eidgenössischen Tagsatzung zwischen 1803 und 1830 nahm von Reinhard auch Einfluss in der Schweizer Politik: 1804 vertrat er die Schweiz an der Kaiserkrönung Napoleons in Paris und 1814 bis 1815 am Wiener Kongress.
Reinhard gilt als der letzte Schweizer Politiker von internationalem Format, da er alle mächtigen Herren seiner Zeit persönlich kannte. Seine Karriere endete mit dem Umsturz von 1830.
Siehe auch: Geschichte der Stadt Zürich, Liste der Bürgermeister von Zürich